# Jewgeni Petrowitsch Katajew

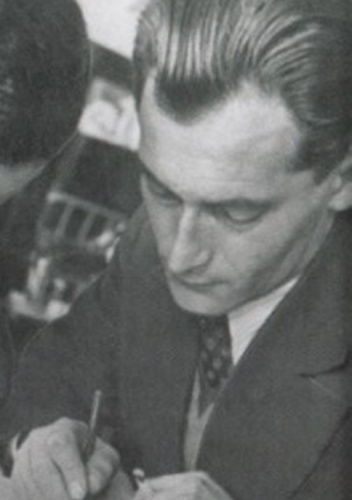
Jewgeni Petrow

Jewgeni Petrowitsch Katajew (russisch Евгений Петрович Катаев; * 30. Novemberjul. / 13. Dezember 1903greg. in Odessa; † 2. Juli 1942) war ein russisch-sowjetischer Schriftsteller. Er war hauptsächlich unter seinem Kurznamen Jewgeni Petrow (russ. Евгений Петров) bekannt.

## Leben
Katajew arbeitete mit Ilja Ilf (1897–1937) unter dem Pseudonym Jewgeni Petrow in den 1920er Jahren für satirische Zeitungen zusammen. Beide wurden bekannt durch ihre als Ilf und Petrow gemeinsam verfassten Romane Zwölf Stühle und Das goldene Kalb, in denen der listenreiche Betrüger Ostap Bender die Hauptfigur ist. Nach dem Beginn des Deutsch-Sowjetischen Krieges wurde Jewgeni Petrow Kriegsberichterstatter. In dieser Funktion kam er bei einem Einsatz 1942 bei einem Flugzeugabsturz auf dem Rückflug aus dem belagerten Sewastopol ums Leben.
Katajews Bruder war der ebenfalls erfolgreiche Dramatiker und Romancier Walentin Katajew.

## Rezeption
Der Kurzfilm Envelope (2012) mit Kevin Spacey basiert auf angeblich von Katajew erlebten Ereignissen. Seit dem Alter von sechs Jahren schreibt er Briefe an erfundene Personen in anderen Ländern, die stets als „nicht zustellbar“ zurückkommen. Sein letzter Brief nach Neuseeland wird jedoch beantwortet; der Empfänger behauptet, Katajew tatsächlich getroffen zu haben.

## Veröffentlichungen des Duos Ilf und Petrow
- Двенадцать стульев. Roman. 1928 (deutsch Zwölf Stühle; zahlreiche Verfilmungen, u. a. Dreizehn Stühle).
- Светлая личность. Erzählung. 1928 (dt. Lichtgestalt).
- 1001 день, или Новая Шахерезада. Zyklus satirischer Novellen. 1929 (dt. Tausendundein Tag oder die neue Scheherazade).
- Необыкновенные истории из жизни города Колоколамска. Zyklus satirischer Novellen. 1929 (dt. Außerordentliche Geschichten aus dem Lebens der Stadt Radbrech).
- Золотой телёнок. Roman. 1931 (dt. Das goldene Kalb oder Die Jagd nach der Million).
- Одноэтажная Америка. Reisetagebuch. 1936 (dt. Eingeschossiges Amerika).
- Тоня. Novelle. 1937 (dt. Jagdrevier).

### Deutsche Ausgaben (Auswahl)
- Beziehungen sind alles. Erzählungen und Feuilletons. Verlag Volk und Welt, Berlin 1981.
- Das goldene Kalb oder Die Jagd nach der Million. Fischer, 1988, ISBN 3-596-28263-2.
  - Neuausgabe: ins Deutsche übertragen von Thomas Reschke: Die Andere Bibliothek, Berlin 2013, ISBN 978-3-8477-0340-2.
- Zwölf Stühle. Luchterhand, 2003, ISBN 3-630-62067-1.
- Das eingeschossige Amerika: Eine Reise mit Fotos von Ilja Ilf in Schwarz-Weiß und Briefen aus Amerika. Aus dem Russischen von Helmut Ettinger. Mit einer Vorbemerkung von Alexandra Ilf und einem Vorwort von Felicitas Hoppe. Eichborn Verlag, Reihe Die Andere Bibliothek, Frankfurt am Main, 2011, ISBN 978-3-8218-6239-2, 2 Bände in einer Kassette.

## Veröffentlichungen von Jewgeni Petrowitsch Katajew (aliasPetrow)
- Die Insel des Friedens (Ostrow mira). Ein Lustspiel in vier Akten. Henschel, Berlin 1947 (Geschichte eines englischen Millionärs, der in kriegsbedrohten Zeiten auf eine idyllische Insel flüchtet, wo jedoch Erdöl gefunden wird, was seiner Zurückgezogenheit ein jähes Ende bereitet; Deutsch von Georgia Tanewa).